# Бершадская, Мария Владимировна
Мария Владимировна Бершадская (род. 29 декабря 1970, Минск, БССР, СССР) — современная белорусская детская писательница.

## Биография
Мария Бершадская родилась 29 декабря 1970 года в Минске. С детства родители привили девочке любовь к чтению, в семье была большая домашняя библиотека. В десятом классе она начала писать статьи для молодёжного журнала «Парус».
В 1995 году окончила сценарный факультет ВГИКа. Работала сценаристом над документальными фильмами, мультипликационными проектами и российской адаптацией детской программы «Улица Сезам».
Наибольшую популярность Бершадской принесла серия книг «Большая маленькая девочка» для детей дошкольного и младшего школьного возрастов. Первая история из этой серии — «Как приручить город» — стала лучшей книгой 2013 года по версии интернет-журнала «Папмамбук».
В 2014 году со сборником стихотворений «Море, которого нет на карте» автор стала финалистом литературного конкурса «Новая детская книга».